# Хармсен, Йессика
Йессика Хармсен (нидерл. Jessica Harmsen; род. 5 сентября 1966) — нидерландская шахматистка, международный мастер (1988) среди женщин.
Чемпионка Нидерландов (1985 — делёж первого места, 1987, 1988). В составе сборной Нидерландов участница 13-й Олимпиады (1988) в Салониках.

## Изменения рейтинга
| Графики недоступны из-за технических проблем. См. информацию на Фабрикаторе и на mediawiki.org. |